# Селіштя-Веке
Селіштя-Веке (рум. Săliștea Veche) — село у повіті Клуж в Румунії. Входить до складу комуни Кінтень.
Село розташоване на відстані 341 км на північний захід від Бухареста, 16 км на північний захід від Клуж-Напоки.

## Населення
За даними перепису населення 2002 року у селі проживали 57 осіб, з них 56 осіб (98,2%) румунів. Рідною мовою 56 осіб (98,2%) назвали румунську.